# Лёрентович, Малгожата
Малгожата Лёрентович-Янчар (настоящие имя и фамилия — Янина Лёрентович) (пол. Małgorzata Lorentowicz; 8 января 1927, Варшава — 8 мая 2005, там же) — польская актриса
 театра, кино и телевидения.

## Биография
Участница Второй мировой войны. С 1942 года была медсестрой, сражалась с оккупантами в рядах польской подпольной Армии Крайовой. Участница Варшавского восстания 1944 г.
После окончания в 1951 году Театральной академии в Варшаве, работала в Польском театре в Щецине, в столичных театре Атенеум и Молодом театре, в театре Народовы в Варшаве, варшавском Универсальном театре и в Польском театре во Вроцлаве.
Снималась в кино с 1954 года. Сыграла в более чем 30 фильмах.

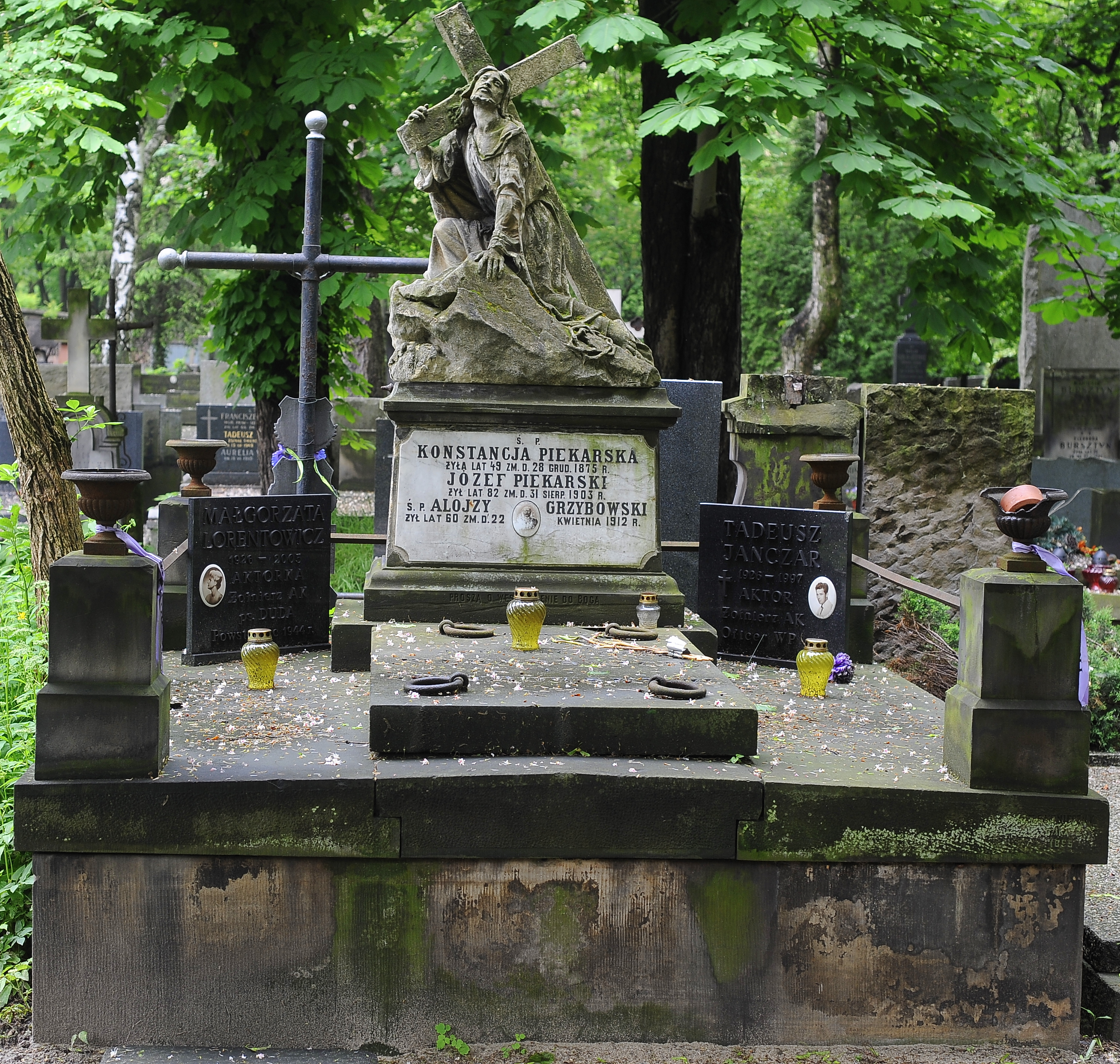
Могила Тадеуша Янчара и Малгожаты Лёрентович-Янчар на кладбище Старые Повонзки

Похоронена на кладбище Старые Повонзки в одной могиле с мужем, актёром Тадеушем Янчаром.

## Избранная фильмография
- 1954: Под фригийской звездой — начальница Вайшикова
- 1956: Никодем Дызма / Nikodem Dyzma — генеральша Добициньская
- 1961: Визит президента / Odwiedziny prezydenta — мать Яцека
- 1963: Дневник пани Ганки — Элизабет Норманн, «жена» Реновицкого
- 1966: Домашняя война (телесериал) — мать Баси
- 1966: Барьер — управдом
- 1967: Когда любовь была преступлением / Kiedy miłość była zbrodnią — медсестра
- 1968: Всё на продажу — участница банкета
- 1968: Таблица мечтаний / Tabliczka marzenia — дама из родительского комитета в кафе
- 1968: Ставка больше, чем жизнь — жена крайслейтера
- 1969: Как получить деньги, женщину и славу / Jak zdobyć pieniądze, kobietę i sławę — эпизод
- 1969: До перерыва 0: 1 (сериал) / Do przerwy 0:1 — жена руководителя
- 1970: Малый / Mały — Магда Левицкая, мама Натальи
- 1971: Виктория, ты из Бове? / Wiktoryna, czyli czy pan pochodzi z Beauvais? — пани Ферсит, участница обеда
- 1971: Через девять мостов / Przez dziewięć mostów — наследница
- 1972: Свадьба — советница
- 1973: Гадкий утёнок / Brzydkie kaczątko — Лукомская
- 1978: Роман Терезы Хеннерт / Romans Teresy Hennert — жена генерала Хвостика
- 1979: Доктор Мурек (сериал) / Doktor Murek — Ванда Рельска
- 1980: Государственный переворот / Zamach stanu — зрительница на брестском процессе
- 1981: Спокойные годы / Spokojne lata — Малгожата, мать Эдварда
- 1986: Я люблю вампира / Lubię nietoperze — тётя Исы
- 1986: Верификация / Weryfikacja — пани Мария, хозяйка квартиры, которую снимает Марк
- 1986: Иностранка / Cudzoziemka — Луиза, тётя Роша
- 1987: Райская птица / Rajski ptak — пациент биоэнерготерапевта
- 1988—1990: В лабиринте (ТВ-сериал) / W labiryncie — Анна Сучецкая, жена профессора
- 1988: Гоголь-момоль / Kogel-mogel — Wolańska, babcia Piotrusia
- 1989: Гоголь-момоль 2 / Galimatias, czyli kogel-mogel II — бабушка Воланского
- 1994—1995: Семейная компания (сериал) / Spółka rodzinna — Apolonia Sławska, matka Ali
- 2001: Переезды / Przeprowadzki — Старуха Кубич

## Награды
- Орден Возрождения Польши
- Крест Храбрых
- Варшавский повстанческий крест
- Золотой почётный знак за заслуги перед Варшавой